# Unterleiten (Dietramszell)

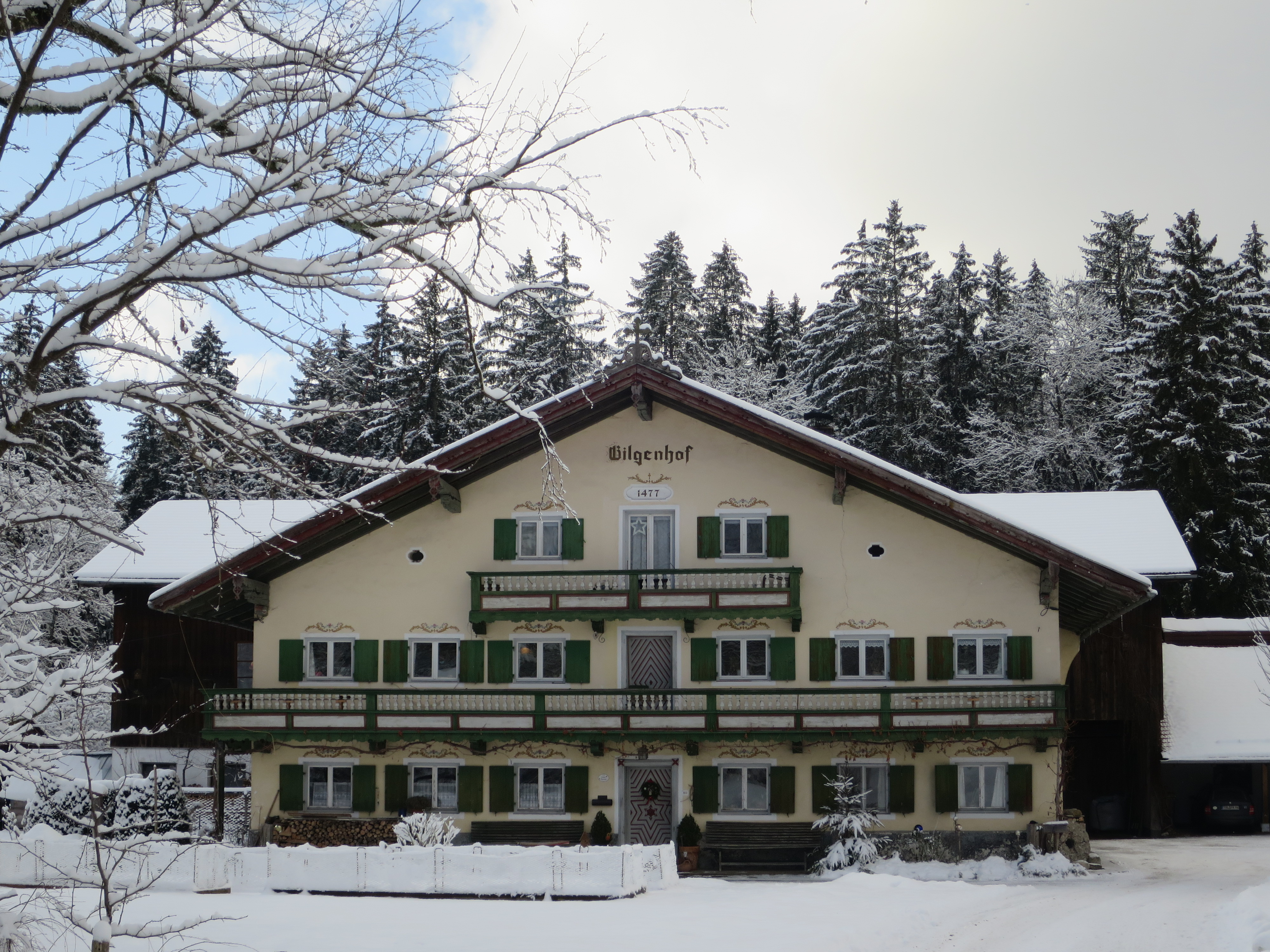
Unterleiten, Bauernhaus

Unterleiten ist ein Gemeindeteil der Gemeinde Dietramszell im oberbayerischen Landkreis Bad Tölz-Wolfratshausen. 

## Lage
Das Dorf liegt etwa sechs Kilometer südwestlich von Dietramszell. 

## Gemeindezugehörigkeit und Einwohner
Das Dorf gehörte zu der am 1. Mai 1978 aufgelösten Gemeinde Kirchbichl; während der Hauptort und weitere Ortsteile nach Bad Tölz eingegliedert wurden, schloss sich der nördliche Gemeindeteil, darunter auch Unterleiten, der Gemeinde Dietramszell an.
1871 hatte der Ort 46 Einwohner, bei der Volkszählung 1987 wurden 63 Einwohner registriert.

## Baudenkmäler
Einziges Baudenkmal des Ortes ist das Bauernhaus Nummer 24, ein zweigeschossiger breit gelagerter Flachsatteldachbau mit zweiseitig umlaufender Laube, Giebelbalkon und Traufbundwerk, Anfang 19. Jahrhundert, modern bezeichnet mit 1477.
Siehe: Denkmalliste